# The Daily Courant
The Daily Courant est un quotidien britannique publié entre 1702 et 1735. Il s'agit du premier journal anglais de l'histoire à paraître quotidiennement.

## Histoire
La première édition du journal a été publiée le 11 mars 1702 à Fleet Street, la rue de Londres consacrée à la presse, par Elizabeth Mallet. Le journal était publié sur une seule page, constituée de seulement deux colonnes, consacrée exclusivement à l'actualité étrangère et strictement dépourvue de tout commentaire personnel du propriétaire, qui considérait que « chacun peut se faire opinion par soi-même ». 
Le premier numéro ne contient que neuf paragraphes rédigés, dont cinq traduits du journal de Haarlem, aux Pays-Bas, trois de la Gazette de France, et un du Journal d'Amsterdam.
Edward Mallet a rapidement revendu son journal à Samuel Buckley, qui deviendra plus tard l'éditeur du journal The Spectator. Ce dernier agrandit le Daily Courant, le fit paraître sur deux pages avec des articles et des annonces, et joignit aux nouvelles de l'étranger, de temps en temps, des nouvelles d'Angleterre. Le titre a été édité jusqu'en 1735, année qui l'a vu fusionner avec le Daily Gazetteer ; son dernier numéro est daté du 28 juin.